# Eupithecia conjunctiva
Eupithecia conjunctiva là một loài bướm đêm trong họ Geometridae.